# DDR-Rundfahrt 1967
Die DDR-Rundfahrt 1967 wurde vom 19. bis 26. Juli ausgetragen. Das Etappenrennen fand in der 17. Austragung auf dem Gebiet der DDR statt und wurde von dem Berliner Axel Peschel gewonnen, der für das Team „DDR Vierer“ antrat. In der Mannschaftswertung gewann das Team „DDR Vierer“, in dem die Kandidaten für das Mannschaftszeitfahren bei den UCI-Straßen-Weltmeisterschaften in Heerlen am Start waren.

## Teilnehmer
An den Start der Rundfahrt gingen 85 Radrennfahrer, die die Rundfahrt in 17 Mannschaften mit jeweils fünf Fahrern bestritten. Dazu gehörten die DDR-Nationalmannschaft, die Auswahlmannschaft für den Straßenvierer, sechs ausländische Mannschaften, sechs Teams aus den DDR-Sportclubs, sowie zwei Mannschaften der Sportvereinigungen und ein Team einer Betriebssportgemeinschaft (BSG). Kurzfristig wurde die Mannschaft Tunesiens gemeldet, so dass diese nicht in der offiziellen Startliste erschien.
Im Einzelnen bestand das Feld aus folgenden Mannschaften:
- Algerien
- Belgien (WAC Hoboken stellte das gesamte Team)
- Bulgarien
- ČSSR
- Rumänien
- Tunesien
- DDR Nationalmannschaft
- DDR Vierer (in der Startliste ursprünglich als „Gemischte Mannschaft“ geführt)
- SC DHfK Leipzig
- SC Dynamo Berlin I
- SC Dynamo Berlin II
- ASK Vorwärts Leipzig
- SC Karl-Marx-Stadt
- SC Turbine Erfurt
- SV Lokomotive
- SV Dynamo
- BSG Post Berlin

## Strecke
Der 1136 Kilometer lange Kurs begann mit einem Kriterium in Wittenberge, führte über Bitterfeld, Eisenach, Meiningen, Falkenstein, Meißen, Eisenhüttenstadt nach Fürstenwalde. Dabei wurden mit den Etappen im Thüringer Wald auf bergigem Terrain zahlreiche Anstiege passiert. Die Rundfahrt führte über acht Etappen. Auf den Etappen gab es Zeitgutschriften von 60 Sekunden für den Etappensieger, 30 Sekunden für den Zweiten und 15 Sekunden für den Dritten. Eine Ausnahme bildeten die 4. und 8. Etappe, beides Einzelzeitfahren, auf denen es keine Zeitgutschriften gab.

## Wertungen
Neben der Gesamteinzelwertung (das Gelbe Trikot) wurde wie im letzten Jahr eine Gesamtmannschaftswertung (die drei bestplatzierten Fahrer einer Mannschaft wurden gewertet) ausgefahren. Der beste Nachwuchsfahrer erhielt das Weiße Trikot, der aktivste Fahrer (Prämienwertung) bekam das Violette Trikot.

## Rennverlauf
Die gesamte Rundfahrt wurde von den Fahrern der beiden Auswahlmannschaften der DDR dominiert. Diese belegten der ersten vier Plätze im Gesamtergebnis und gewannen sieben von acht Etappen.
Beim Kriterium zum Auftakt (1. Etappe) auf einem 2,8 Kilometer langen Rundkurs dominierte Peschel im Endspurt und verwies Lothar Appler auf den zweiten Rang. Auf der flachen 2. Etappe bildete sich rasch eine 25 Fahrer starke Spitzengruppe. In den Straßen der Etappenstadt setzten sich Bernd Patzig und Manfred Dähne von der Gruppe ab und kamen allein ins Stadion von Bitterfeld. Dort gewann Dähne den Endsprint. Peschel verteidigte das Trikot. Bereits nach 50 Kilometern hatte auf der 3. Etappe eine Gruppe von sechs Fahrern fast vier Minuten Vorsprung herausgefahren. Bis zum Kilometer 130 konnten weitere Fahrer aufschließen. Das Feld konnte den Rückstand jedoch verkürzen. Aus der Spitzengruppe fuhr Dieter Grabe einen vehementen Angriff, der ihm neben dem Etappensieg auch das Violette Trikot einbrachte. Im Einzelzeitfahren der 4. Etappe trat die seltene Situation ein, dass Klaus Ampler und Dieter Grabe die exakt identische Zeit fuhren. Nach dem Reglement wurde Ampler der Tageserfolg zuerkannt, da er früher gestartet war. Grabe behielt aber das Führungstrikot. Bereits kurz nach dem Start zur 5. Etappe bildete sich eine Spitzengruppe, die sich im Verlauf der Etappe noch vergrößerte. Kurz vor dem Ziel gelang es Ampler und Peschel, sich abzusetzen. Ampler gewann knapp. Siegfried Huster, der die Bergwertungen gewonnen hatte, wurde neuer Träger des Gelben Trikots. Den Sieg aus einer Spitzengruppe von neun Fahrern konnte Dieter Grabe auf der 6. Etappe verzeichnen. Dieser Erfolg brachte ihm wiederum das Violette Trikot ein, während die Führung in der Einzelwertung zu Peschel wechselte. Die 7. Etappe wurde überraschend von den Fahrern der SV Lokomotive dominiert. Im Finale gewann Manfred Kummich vor seinem Mannschaftskameraden Fritz Braun. Beide waren 15 Kilometer vor dem Ziel mit Richter dem Feld davongefahren. Das Einzelzeitfahren auf der 8. Etappe gewann Peschel souverän und sicherte sich damit den Gesamtsieg.

## Etappenübersicht
| Etappe | Start – Ziel                    | Länge (km) | Sieger          | Mannschaft      | Zeit (h) |
| ------ | ------------------------------- | ---------- | --------------- | --------------- | -------- |
| 1      | Wittenberge                     | 70         | Axel Peschel    | DDR Vierer      | 1:35:05  |
| 2      | Wittenberge – Bitterfeld        | 195        | Manfred Dähne   | DDR Vierer      | 4:36:09  |
| 3      | Bitterfeld – Eisenach           | 194        | Dieter Grabe    | DDR Vierer      | 4:04:17  |
| 4      | Eisenach – Meiningen            | 52         | Klaus Ampler    | DDR Vierer      | 1:17:29  |
| 5      | Meiningen – Falkenstein         | 200        | Klaus Ampler    | DDR Vierer      | 5:01:54  |
| 6      | Rodewisch – Meißen              | 194        | Dieter Grabe    | DDR Vierer      | 4:52:49  |
| 7      | Meißen–Eisenhüttenstadt         | 184        | Manfred Kummich | SV Lokomotive I | 4:21:10  |
| 8      | Eisenhüttenstadt – Fürstenwalde | 56         | Axel Peschel    | DDR Vierer      | 1:21:35  |

## Endergebnisse
|     | Fahrer             | Mannschaft         | Zeit (h)       |
| 01. | Axel Peschel       | DDR Vierer         | 28:27:19       |
| 02. | Siegfried Huster   | DDR                | + 2:49 Minuten |
| 03. | Dieter Grabe       | DDR Vierer         | + 2:59 Minuten |
| 04. | Klaus Ampler       | DDR Vierer         | + 3:23 Minuten |
| 05. | Manfred Kummich    | SV Lokomotive      | + 6:35 Minuten |
| 06. | Dieter Gonschorek  | DDR                | + 6:53 Minuten |
| 07. | Günter Hoffmann    | DDR                | + 7:12 Minuten |
| 08. | Manfred Dähne      | DDR Vierer         | + 7:15 Minuten |
| 09. | Dieter Voigtländer | SC Karl-Marx-Stadt | + 9:01 Minuten |
| 10. | Eberhard Butzke    | BSG Post Berlin    | + 9:28 Minuten |
| 0 … |                    |                    |                |

|     | Mannschaft    | Zeit              |
| --- | ------------- | ----------------- |
| 01. | DDR Vierer    | 85:28:19 h        |
| 02. | DDR           | + 18:15 Minuten   |
| 03. | SV Lokomotive | + 1:34:40 Minuten |

Das Violette Trikot (Punktewertung) gewann Dieter Grabe, das Weiße Trikot für den besten Nachwuchsfahrer gewann Klaus Altmann aus der Mannschaft SC Dynamo Berlin I.